# لاسي أندرسن
لاسي أندرسن (بالدنماركية: Lasse Andersen)‏ هو لاعب كرة قدم دنماركي، ولد في 24 مايو 1995 في الدنمارك في مملكة الدنمارك. لعب مع نادي فيبورج.